# Juryj Omeltjenko
Juryj Omeltjenko, född den 6 september 1971, är en ukrainsk orienterare som blev världsmästare på medeldistans vid VM 1995, han har dessutom vunnit två VM-silver, två EM-silver och ett EM-brons.